# ساشا کلمنتس
ساشا کلمنتس (انگلیسی: Sasha Clements؛ زادهٔ ۱۴ مارس ۱۹۹۰) یک هنرپیشه اهل کانادا است. وی از سال ۲۰۰۵ میلادی تاکنون مشغول فعالیت بوده‌است.

## فیلم ها
- پلیس‌های تازه‌کار
- ملکه برفی
- چگونه یک پسر بهتر بسازیم